# Stav vylučující způsobilost
Stav vylučující způsobilost je právní pojem, který je znakem objektivní stránky skutkové podstaty některých přestupků a trestných činů souvisejících s alkoholem a jinými návykovými látkami. Samotný pojem „stav vylučující způsobilost“ žádný právní předpis přímo nedefinuje. Obecně lze však říci, že je to takový stav, kdy již osoba není schopna bezpečně vykonávat určitou činnost. 
Ke vztahu řidičů motorových vozidel a alkoholu existuje nicméně poměrně bohatá judikatura Nejvyššího soudu, a to ještě z dob československých. Této judikatury se drží i současný český Nejvyšší soud. Mimo jiné tak bylo několikrát judikováno: "Podle poznatků lékařské vědy není žádný, tedy ani nadprůměrně disponovaný řidič, schopen bezpečně řídit motorové vozidlo, dosáhne-li hladina alkoholu v jeho krvi nejméně 1,00 g/kg (1 promile)." (z poslední doby např. usnesení Nejvyššího soudu ČR, ze dne 28. listopadu 2007, č.j. 3 Tdo 1215/2007, www.nsoud.cz).
Pojem stav vylučující způsobilost je v právních předpisech užit jednak v trestním zákoně (trestný čin ohrožení pod vlivem návykové látky podle § 274 TrZ), jednak v souvislosti s přestupky na úseku ochrany před alkoholismem a jinými toxikomaniemi a přestupky proti bezpečnosti a plynulosti provozu na pozemních komunikacích.